# Bromocriptin
Bromocriptin (2-Bromergokryptin) ist ein Arzneistoff aus der Gruppe der Lysergsäureamide, der in der Therapie der Parkinson-Krankheit, der Amenorrhö, der Akromegalie und zur Hemmung der Prolaktinsekretion eingesetzt wird.
Bromocriptin wirkt als Dopamin-D2-Agonist – es stimuliert postsynaptisch Dopamin-D2-Rezeptoren im Zentralnervensystem. Auch entsprechende Neuronen in peripheren Organsystemen (v. a. Herz-Kreislauf-System und Magen-Darm-Trakt) können durch Bromocriptin beeinflusst werden. Chemisch ist Bromocriptin ein Derivat des Ergokryptins, eines Alkaloids aus dem Mutterkorn. Es unterliegt in seinen Anwendungen der ärztlichen Verschreibungspflicht.

## Anwendung
Bromocriptin wird für folgende Indikationen angewendet:
- zur Hemmung der Prolaktinproduktion- und sekretion bei
  - Mastitis puerperalis oder sonstigen medizinischen Gründen des Abstillens
  - erhöhten Prolaktinwerten z. B. Prolaktinom
  - Ausbleiben des Eisprungs infolge Prolaktin-Überproduktion
- in der frühen Kombinationstherapie mit L-Dopa bei der Parkinson-Krankheit
- bei Akromegalie zur Hemmung der Wachstumshormon-Ausschüttung
- zur Behebung der Akinese und der Parkinson-Symptome bei malignen neuroleptischen Syndromen

## Indikationen in der Erforschung
Es wird momentan untersucht, ob Bromocriptin bei Schwangeren, die an der seltenen Erkrankung PPCM (peripartale Kardiomyopathie) leiden, eingesetzt werden kann.
Die Ätiologie der Erkrankung ist unbekannt.
Die Symptome sind: akutes Herzversagen im späten Stadium der Schwangerschaft bis zu einigen Monaten nach Geburt.
Trotz optimaler medizinischer Therapie kommt es zu einer hohen Sterblichkeit der betroffenen Schwangeren. Die Erkrankung geht mit einer Entzündung und anschließender Apoptose (kontrollierter Zelltod) der Herzmuskelzellen (Kardiomyozyten) einher. Laut Autoren hat es möglicherweise etwas mit einem Spaltprodukt von Prolaktin im Herzen zu tun, welches die Dichte des Kapillarnetzes im Herzen reduziert und die Apoptose fördert. In gesunden Herzen wird Prolaktin nicht gespalten.
Bromocriptin ist fähig, Prolaktin im Organismus zu hemmen, und greift so möglicherweise in den Pathomechanismus von PPCM ein.
Bromocriptin zeigte bei entsprechenden Mausmodellen und einer klein angelegten Studie über sechs Patientinnen vielversprechende Wirkung.
Vier Monate nach Geburt lebten noch alle sechs behandelten Patientinnen – in der Kontrollgruppe über ebenfalls sechs PPCM-Patientinnen, denen kein Bromocriptin verabreicht wurde, starben drei von sechs innerhalb von vier Monaten an akutem Herzversagen.
Eine aktuelle klinische Studie bestätigt die Wirksamkeit von Bromocriptin bei der PPCM: Bei mehr als der Hälfte der 63 Patientinnen konnte unter der Therapie eine vollständige Erholung der Herzfunktion erzielt werden.

## Nebenwirkungen
Das Profil der unerwünschten Arzneimittelwirkungen ähnelt dem von L-Dopa. Es kann zu Übelkeit, Erbrechen sowie zu Blutdruckabfall (orthostatische Hypotension) kommen. Vor allem in hohen Dosen kann es zu Unruhe, Halluzinationen bis hin zu Psychosen kommen. Dyskinesien sind selten.

## Handelsnamen
Kirim (D), Parlodel (CH), Pravidel (D)